# 北师大实验学校站
北师大实验学校站是黄埔有轨电车1号线的车站，位于北师大广州实验学校东侧。于2020年12月28日随黄埔有轨电车1号线南段通车而启用。

## 车站结构
本站为地面侧式车站。
| 地面 | 侧式站台 | 侧式站台                                    | 侧式站台 | 侧式站台 |
|      | 西站台   | █黄埔有轨1号线 地铁香雪方向（下站：水西）   |          |          |
|      | 东站台   | █黄埔有轨1号线 新丰路方向（下站：地铁长平） |          |          |
|      | 侧式站台 |                                             |          |          |